# Industria ligera

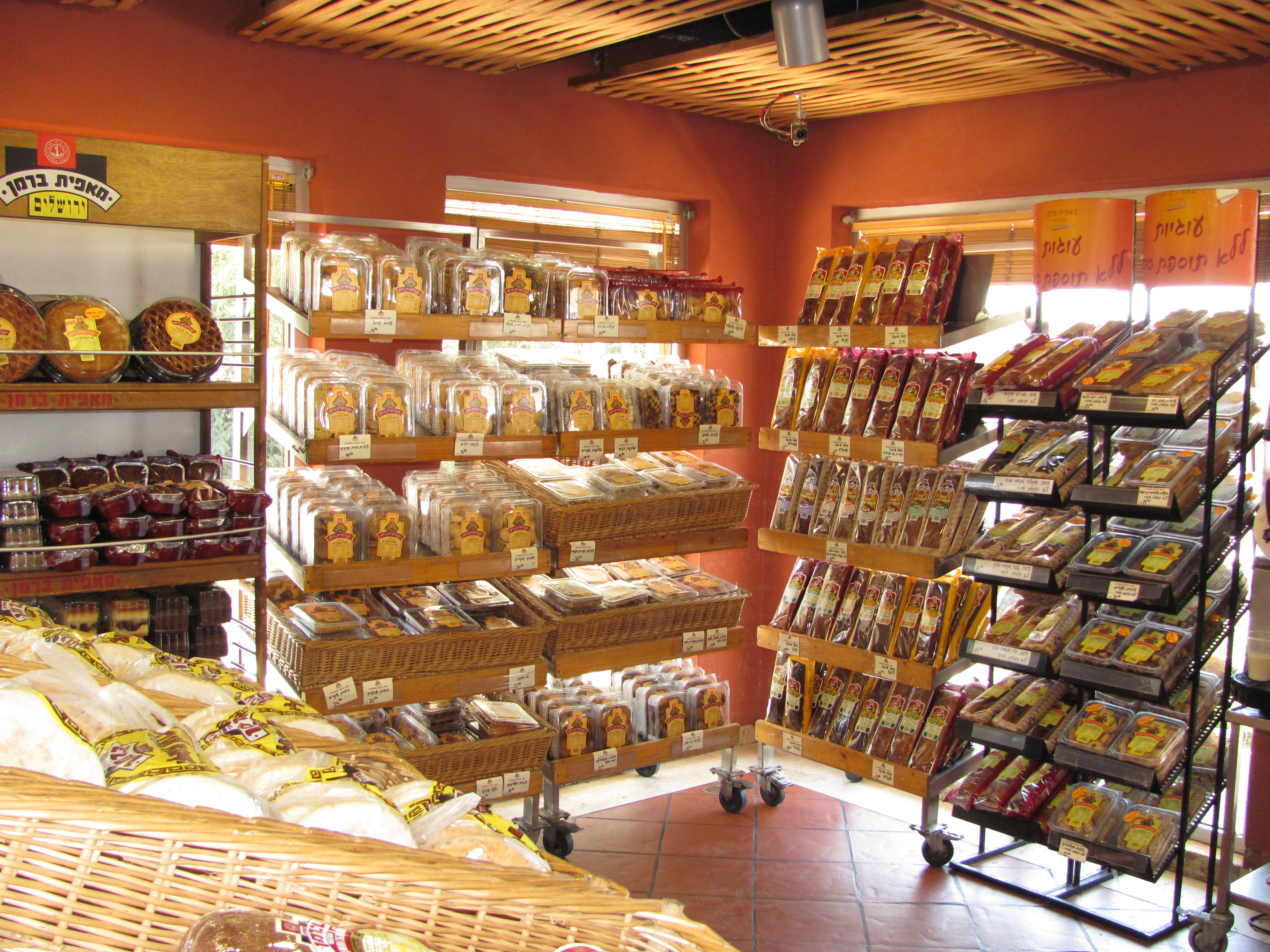
Panadería, la industria alimenticia es parte de la industria ligera.

La industria ligera o industria liviana es normalmente menos intensiva en el uso de capital que la industria pesada, y está más orientada al consumidor final que al consumo intermedio por parte de otras empresas. La industria ligera tiene menos impacto medioambiental que la pesada, y es por lo general más tolerada en áreas residenciales. Algunas definiciones económicas afirman que es una "actividad manufacturera que utiliza moderadas cantidades de materiales parcialmente procesados para producir bienes de consumo”.
La industria ligera está incluida en el sector secundario relativo al comercio. Y dentro de este rubro las industrias más importantes son las de: alimentos, vestidos, calzado, bebidas, tabaco, textiles.
La industria ligera o de bienes de uso y consumo es el sector que produce artículos con gran demanda por parte de la población tales como; ropa, calzado, alimentos procesados, librootros. De ahí su nombre: los productos generados por esta industria se usan y se consumen en forma rápida.

## Características

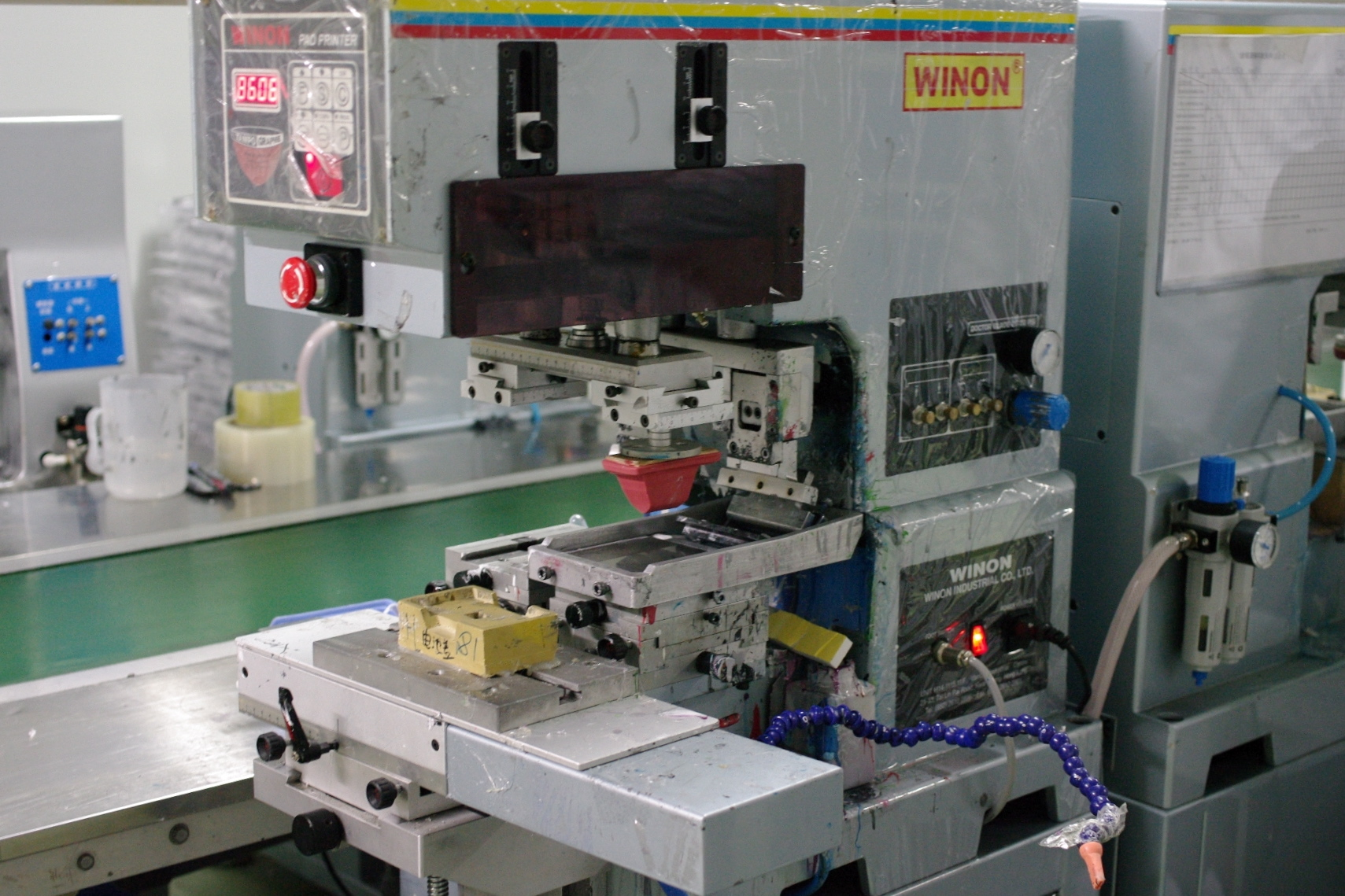
Un dispositivo de fabricación típico de la industria ligera (una máquina de impresión).

La industria ligera requiere menos materias primas, espacio y energía. Si bien la industria ligera generalmente causa poca contaminación, particularmente en comparación con la industria pesada, algunas industrias ligeras pueden causar una contaminación significativa o un riesgo de contaminación. Por ejemplo, la fabricación de productos electrónicos, a menudo una industria liviana, puede crear niveles potencialmente dañinos de plomo o residuos químicos en el suelo sin el manejo adecuado de la soldadura y los productos de desecho (como agentes de limpieza y desengrasantes utilizados en  fabricar).